# Vere Bertie
Vere Bertie (décédé en 1681) est un avocat et juge anglais.

## Biographie
Il est le quatrième fils de Montagu Bertie (2e comte de Lindsey), Lord-grand-chambellan de Charles Ier, et de sa première femme Martha, fille de Sir William Cockayn de Rushton, comté de Northamptonshire, et veuve de John Ramsay, premier comte de Holderness. Il entre à Middle Temple le 29 janvier 1655, est admis au barreau le 10 juin 1659 et devient maître du banc en janvier 1674. Avant 1665, il a obtenu le grade de sergent-avocat ; cette année-là, avec son frère Charles, il est nommé professeur honoris causa à Oxford à l'occasion de la visite d'Edward Montagu (2e comte de Manchester) .
La carrière juridique de Bertie est aidée par Thomas Osborne (1er duc de Leeds), son beau-frère. Le 4 juin 1675, il est fait baron de l'Échiquier, et est transféré à la Cour des plaids communs 15 juin 1678 .

## Congédiement
A la chute du premier ministère Danby, le roi Charles II forme un nouveau conseil de trente, le ministère du Conseil privé, avec Anthony Ashley-Cooper (1er comte de Shaftesbury) comme Lord Président. Bertie est  déchargé de ses fonctions de juge le 29 avril 1679. Avec lui sont renvoyés également Sir William Wilde, Sir Edward Thurland et Sir Francis Bramston .
Cette décision intervient au plus fort des allégations du Complot papiste. Bertie, avec ces juges, est, quatre jours auparavant, parmi ceux qui ont jugé Nathaniel Reading à la Cour du banc du Roi à Westminster. Reading est inculpé sur la foi du témoignage de l'informateur William Bedloe pour avoir étouffé le témoignage du roi contre les seigneurs catholiques dans la tour de Londres. Aucun de ces juges n’a accepté la peine - une amende de 1 000 £, un an d’emprisonnement et une heure au pilori - prononcée par les autres juges, à savoir Francis North (1er baron Guilford), William Montagu, sir Robert Atkins, sir Thomas Jones et Sir William Dolben .
Bertie est décédé célibataire le 23 février 1681 et est enterré dans l'Église du Temple (Londres).